# Argenta Classic-Deurne
De Argenta Classic-Deurne is een wielerwedstrijd voor vrouwen die sinds 2022 jaarlijks plaatsvindt.

## Geschiedenis
De eerste editie stond gepland voor 2021, maar deze ging wegens de coronapandemie niet door. Tussen 2022 en 2024 startten de deelneemsters in Deurne en finishten in Ekeren, per 2025 werd het parcours aangepast.  Bij die editie startten en finishten de rensters in Deurne, ze legden een parcours af van 132 kilometer bestaande uit negen rondes van ieder 15,3 kilometer.
De naam van de wedstrijd is door de jaren heen verschillende malen veranderd. De afgelaste editie van 2021 zou 2 Districtenpijl-Ekeren-Deurne heten, een jaar later werd daar Districtenpijl-Ekeren-Deurne van gemaakt en in 2024 koos de organisatie wegens sponsorredenen voor een langere naam, Argenta Classic-2 Districtenpijl Ekeren-Deurne. Per 2025 werd dat Argenta Classic-Deurne.

## Lijst van winnaressen

### Meervoudige winnaressen
| Overwinningen | Renner        | Land  | Jaren      |
| ------------- | ------------- | ----- | ---------- |
| 2             | Daria Pikulik | Polen | 2022, 2024 |

### Overwinningen per land
| Overwinningen | Land             |
| ------------- | ---------------- |
| 2             | Nederland, Polen |